# Siriekli
Siriekli (ros. Сирекли) – wieś (dieriewnia) w Rosji, w Czuwaszji, w rejonie kozłowskim. W 2010 liczyła 57 mieszkańców.